# شعر حساني
الشعر الحساني أو كما يسمى في الحسانية ب لغن الحساني هو  نمط من أنماط الأدب الشعبي العربي، وغالباً ما يغنّى وهو يرتجل في الغالب ويحفظ ويدون مثل الشعر الفصيح الذي كان يكتب ويحفظ.

## بحور الشعر الحساني
كما هو الحال بالنسبة للشعر الفصيح  فإن الشعر الحساني له بحور كذلك، وينتشر النوع من الشعر الشعبي  عند الناطقين باللهجة الحسانية، فهم أصحابه ورواده، وأصل كلمة حساني من اللهجة الحسانية التي يعرف بها أهل موريتانيا والصحراء الغربية  أو ما يعرف بأرض البيضان.
بحور الشعر الحساني:
- المزارگ
- المصارع
- إملخ
- الواكدي
- إمريميدة
- بوعمران
- التيدوم
- البت لكبير
- الدگسري
- لبتيت التام
- السروزي
- الرسم
- اسغير
- لبير
- بغزز
- بت اثنين
- بت اثلاثة
- أحويويص
- حثو اجراد
- المشكل
- لبتيت الناقص

## موضوعات أو أغراض الشعر الحساني
- الغزل

ومثاله:
```
من 
إمريميدة
:
```

```
صَيداتْ عاگبْ ملگانَ ...  گـالولًكْ ان نبغيهم. 
أسألْتْ رب بعدآنَ  ...   يعفي عْلي واعليهم.
```

- البكاء على الأطلال
- الهجاء ( الشمت )
- المديح
- الفخر
- الرثاء
- النسيب

## أمثلة من الشعر الحساني
قال الشاعر:
الله عظمت الـجــواد.. يا لليلة ذي لو رئيـت أجمل..
دني نسري عن ذو الأبلاد.. اللي فيهم ما نبجل..
شرح المعنى:
(الله عظمت الجواد): يقصد أن يحلف بالله الجواد.
(يا لليلة ذي لو رئيـت أجمل): أي هذه الليلة لو وجدت جملا وفي الحسانية تستخدم رئيت بمعنى وجدت في بعض السياقات.
(دني نسري عن ذو الأبلاد): فإن سوف أسري عن هذه البلدان (البلدان هنا تعني المناطق).
(اللي فيهم ما نبجل): التي فيها لا أبجل (بمعني لا أكرم).
المعني الذي يريد الشاعر قوله هو:
أقسم بالله العظيم أنني لو وجدت الليلة جملا لرحلت فورا دون أنتظار الصباح عن هذه المنطقة التي لا يكرمني فيها أهلها حيث أن الشاعر لم يكن يتوقع ذلك على ما يبدوا.
في برج باجي مختار مدرسة لتعليم لغنة